# Claudio Miguel Pizarro Bosio
Claudio Miguel Pizarro Bosio (nascut a Callao el 3 d'octubre del 1978) és un exfutbolista professional peruà. Amb el Fußball-Club Bayern München va guanyar una Supercopa d'Europa (2013).